# Campeonato Mundial de Baloncesto Femenino Sub-19 de 2013
El X Campeonato Mundial de Baloncesto Femenino Sub-19 se realizó en Kláipeda y Panevėžys, Lituania, entre el 18 de julio y el 28 de julio de 2013. El campeonato contó con la participación de 16 selecciones nacionales de baloncesto sub-19.

## Clasificados
| Competición                                      | Fecha                                   | Sede        | Plazas | Equipos clasificados                     |
| ------------------------------------------------ | --------------------------------------- | ----------- | ------ | ---------------------------------------- |
| País anfitrión                                   | 3 de mayo de 2012                       | —           | 1      | Letonia                                  |
| Campeonato FIBA Américas Femenino Sub-18 de 2012 | 15—19 de agosto de 2012                 | Gurabo      | 4      | Estados Unidos Brasil Argentina Canadá   |
| Campeonato FIBA Europa Femenino Sub-18 de 2012   | 26 de julio — 5 de agosto de 2012       | Bucarest    | 5      | Francia Rusia Serbia Países Bajos España |
| Campeonato FIBA África Femenino Sub-18 de 2012   | 22—29 de septiembre de 2010             | Dakar       | 2      | Senegal Malí                             |
| Campeonato FIBA Asia Femenino Sub-18 de 2012     | 29 de septiembre — 6 de octubre de 2012 | Johor Bahru | 3      | China Japón Corea del Sur                |
| Campeonato FIBA Oceanía Femenino Sub-18 de 2012  | 20—22 de septiembre de 2012             | Porirua     | 1      | Australia                                |
| Total                                            | Total                                   | Total       | 16     | 16                                       |

## Organización

### Sedes
| Klaipėda Panevėžys |                  |
| Klaipėda           | Panevėžys        |
| Švyturio Arena     | Cido Arena       |
| Capacidad: 6 020   | Capacidad: 5 600 |
|                    |                  |

### Sorteo de grupos
El sorteo tuvo lugar el 17 de enero de 2013 en Vilnius, Lituania. Los grupos quedaron distribuidos de la siguiente forma:
| Grupo A                           | Grupo B                          | Grupo C                             | Grupo D                                |
| --------------------------------- | -------------------------------- | ----------------------------------- | -------------------------------------- |
| Brasil Corea del Sur Rusia Serbia | Argentina Australia España Japón | Canadá Francia Países Bajos Senegal | China Estados Unidos Lituania (H) Malí |

### Formato
Fase de grupos
En esta primera fase, los 16 países se dividieron en 4 grupos de 4 equipos cada 1. Se enfrontaron todos contra todos a partido único, y los 3 mejores equipos de cada grupo pasaron a la segunda fase. El peor equipo de cada grupo pasó a un grupo para jugar los partidos de clasificación del 13.º al 16.º lugar. 
Segunda fase
En esta segunda fase, los equipos se dividieron en dos grupos: el grupo E, con los tres equipos de los grupos A y B; y el grupo F, con los tres equipos de los grupos C y D. Los resultados de la fase de grupos, tanto victorias/derrotas como los puntos, se arrastraron a esta fase.
En estes grupos, de 6 equipos cada uno, los 4 mejores equipos pasaron a cuartos de final, mientras que los últimos 2 equipos pasaron a jugar por los puestos del 9.º al 12.º.
Fase final
Esta fase constó de los cuartos de final, donde los equipos ganadores avanzaron a semifinales, y los equipos perdedores pasaron a jugar por los puestos del 5.º al 8.º; las semifinales; el partido por la medalla de bronce; y la final.

## Fase de grupos
Todos los horarios corresponden al huso horario local (GMT+3).

### Grupo A
| Pos. | Equipo        | PJ | G | P | PF  | PC  | DP  | Pts | Clasificación |
| ---- | ------------- | -- | - | - | --- | --- | --- | --- | ------------- |
| 1    | Brasil        | 3  | 3 | 0 | 242 | 210 | +32 | 6   | Segunda fase  |
| 2    | Rusia         | 3  | 2 | 1 | 225 | 195 | +30 | 5   | Segunda fase  |
| 3    | Serbia        | 3  | 1 | 2 | 205 | 232 | −27 | 4   | Segunda fase  |
| 4    | Corea del Sur | 3  | 0 | 3 | 238 | 273 | −35 | 3   |               |

 Fuente: FIBA
Jornada 1
| 18 de julio | Brasil                                     | 66–63                                | Rusia                                             | Klaipėda                                                                                |  |
| 12:45       | Parciales: 5-13, 22-12, 16-19, 23-19       | Parciales: 5-13, 22-12, 16-19, 23-19 | Parciales: 5-13, 22-12, 16-19, 23-19              |                                                                                         |  |
|             | Estadísticas Gonçalves 16 Arias 7 Ramona 6 | Reporte Pts Reb Asts                 | Estadísticas 17 Novikova 13 Anna Shchetina 5 Sych | Pabellón: Švyturio Arena Árbitros: Pualani Thelma Spurlock Renaud Geller Alexander Eger |  |

| 18 de julio | Serbia                                         | 88–79                                 | Corea del Sur                               | Klaipėda                                                                            |  |
| 15:00       | Parciales: 19-20, 24-17, 23-21, 22-21          | Parciales: 19-20, 24-17, 23-21, 22-21 | Parciales: 19-20, 24-17, 23-21, 22-21       |                                                                                     |  |
|             | Estadísticas Kovačević Topuzović 11 Vučković 6 | Reporte Pts Reb Asts                  | Estadísticas 19 Park J. 13 Park J. 6 Kim L. | Pabellón: Švyturio Arena Árbitros: Yudith Hodelin Mendoza Zoltan Palla Anne Panther |  |

Jornada 2
| 19 de julio | Corea del Sur                        | 81–96                                | Brasil                                          | Klaipėda                                                                                   |  |
| 13:30       | Parciales: 21-19, 7-27, 20-30, 33-20 | Parciales: 21-19, 7-27, 20-30, 33-20 | Parciales: 21-19, 7-27, 20-30, 33-20            |                                                                                            |  |
|             | Estadísticas You 25 Park 11 Park 3   | Reporte Pts Reb Asts                 | Estadísticas 22 Ramona 11 Gonçalves 6 Gonçalves | Pabellón: Švyturio Arena Árbitros: Tomas Jasevičius Kwok Shun Andy Cheung Abdelaziz Abassi |  |

| 19 de julio | Rusia                                                | 73–51                               | Serbia                                           | Klaipėda                                                                   |  |
| 15:45       | Parciales: 17-21, 18-9, 25-12, 13-9                  | Parciales: 17-21, 18-9, 25-12, 13-9 | Parciales: 17-21, 18-9, 25-12, 13-9              |                                                                            |  |
|             | Estadísticas Shchetina 21 Chaykovskaya 10 Novikova 6 | Reporte Pts Reb Asts                | Estadísticas 13 Topuzović 7 Kovačević 2 Stanaćev | Pabellón: Švyturio Arena Árbitros: Seffi Shemmesh Maripier Malo KeMing Wen |  |

Jornada 3
| 20 de julio | Brasil                                        | 80–66                                 | Serbia                                                      | Klaipėda                                                                                 |  |
| 13:30       | Parciales: 13-18, 14-13, 27-17, 26-18         | Parciales: 13-18, 14-13, 27-17, 26-18 | Parciales: 13-18, 14-13, 27-17, 26-18                       |                                                                                          |  |
|             | Estadísticas Ramona 20 de Oliveira 7 Ramona 6 | Reporte Pts Reb Asts                  | Estadísticas 16 Vučković 7 Crvendakić 4 Kovačević, Stanaćev | Pabellón: Švyturio Arena Árbitros: Renaud Geller Yudith Hodelin Mendoza Abdelaziz Abassi |  |

| 20 de julio | Corea del Sur                               | 78–89                                 | Rusia                                          | Klaipėda                                                                          |  |
| 15:45       | Parciales: 19-14, 25-30, 18-23, 16-22       | Parciales: 19-14, 25-30, 18-23, 16-22 | Parciales: 19-14, 25-30, 18-23, 16-22          |                                                                                   |  |
|             | Estadísticas Park J. 18 Park J. 18 Kim L. 9 | Reporte Pts Reb Asts                  | Estadísticas 20 Razheva 9 Shchetina 6 Novikova | Pabellón: Švyturio Arena Árbitros: Anne Panther Zoltan Palla Aledy Blanco Jiménez |  |

### Grupo B
| Pos. | Equipo    | PJ | G | P | PF  | PC  | DP  | Pts | Clasificación |
| ---- | --------- | -- | - | - | --- | --- | --- | --- | ------------- |
| 1    | España    | 3  | 3 | 0 | 233 | 165 | +68 | 6   | Segunda fase  |
| 2    | Australia | 3  | 2 | 1 | 228 | 211 | +17 | 5   | Segunda fase  |
| 3    | Japón     | 3  | 1 | 2 | 228 | 248 | −20 | 4   | Segunda fase  |
| 4    | Argentina | 3  | 0 | 3 | 148 | 213 | −65 | 3   |               |

 Fuente: FIBA
Jornada 1
| 18 de julio | Argentina                                                             | 48–69                                 | Australia                                                 | Klaipėda                                                                                  |  |
| 18:00       | Parciales: 11-16, 11-17, 10-16, 16-20                                 | Parciales: 11-16, 11-17, 10-16, 16-20 | Parciales: 11-16, 11-17, 10-16, 16-20                     |                                                                                           |  |
|             | Estadísticas Llorente, J. Armesto 10 Marchizotti 7 Sancisi, Chelini 2 | Reporte Pts Reb Asts                  | Estadísticas Wilson 16 Brown 12 Wilson, Talbot, Samuels 4 | Pabellón: Švyturio Arena Árbitros: Tomas Jasevičius Aledy Blanco Jiménez Abdelaziz Abassi |  |

| 18 de julio | Japón                                          | 70–84                                 | España                                | Klaipėda                                                                              |  |
| 20:15       | Parciales: 14-15, 11-23, 28-26, 17-20          | Parciales: 14-15, 11-23, 28-26, 17-20 | Parciales: 14-15, 11-23, 28-26, 17-20 |                                                                                       |  |
|             | Estadísticas Kawamura 21 Hatakenaka 8 Tamura 7 | Reporte Pts Reb Asts                  | Estadísticas 20 Ndour 11 Ndour 7 Gari | Pabellón: Švyturio Arena Árbitros: Seffi Shemmesh Maripier Malo Kwok Shun Andy Cheung |  |

Jornada 2
| 19 de julio | España                                      | 68–32                               | Argentina                                    | Klaipėda                                                                   |  |
| 18:00       | Parciales: 21-4, 18-12, 15-3, 14-13         | Parciales: 21-4, 18-12, 15-3, 14-13 | Parciales: 21-4, 18-12, 15-3, 14-13          |                                                                            |  |
|             | Estadísticas Ndour 12 Montoliu 9 Montoliu 4 | Reporte Pts Reb Asts                | Estadísticas 8 Llorente 11 Aispura 3 Chelini | Pabellón: Švyturio Arena Árbitros: Renaud Geller Zoltan Palla Anne Panther |  |

| 19 de julio | Australia                                  | 96–82                                 | Japón                                       | Klaipėda                                                                                               |  |
| 20:15       | Parciales: 18-21, 18-15, 31-27, 29-19      | Parciales: 18-21, 18-15, 31-27, 29-19 | Parciales: 18-21, 18-15, 31-27, 29-19       | |  |
|             | Estadísticas Wilson 22 Garbin 14 Talbot 12 | Reporte Pts Reb Asts                  | Estadísticas 19 Tamura 7 Kawamura 15 Tamura | Pabellón: Švyturio Arena Árbitros: Yudith Hodelin Mendoza Pualani Thelma Spurlock Aledy Blanco Jiménez |  |

Jornada 3
| 20 de julio | Argentina                                      | 68–76                                 | Japón                                                                   | Klaipėda                                                                              |  |
| 18:00       | Parciales: 11-16, 10-11, 23-26, 24-23          | Parciales: 11-16, 10-11, 23-26, 24-23 | Parciales: 11-16, 10-11, 23-26, 24-23                                   |                                                                                       |  |
|             | Estadísticas Llorente 21 Llorente 12 Sancisi 9 | Reporte Pts Reb Asts                  | Estadísticas 16 Kuma 9 Kitamura, Kuma, Nakamura 3 Tamura, Kuma, Masuoka | Pabellón: Švyturio Arena Árbitros: Seffi Shemmesh Kwok Shun Andy Cheung Maripier Malo |  |

| 20 de julio | España                                          | 81–63                                | Australia                                  | Klaipėda                                                                               |  |
| 20:15       | Parciales: 12-20, 27-22, 27-12, 15-9            | Parciales: 12-20, 27-22, 27-12, 15-9 | Parciales: 12-20, 27-22, 27-12, 15-9       |                                                                                        |  |
|             | Estadísticas Ndour 24 Ndour, Arrojo 10 Arrojo 3 | Reporte Pts Reb Asts                 | Estadísticas 16 Samuels 8 Talbot 4 Samuels | Pabellón: Švyturio Arena Árbitros: Tomas Jasevičius Pualani Thelma Spurlock KeMing Wen |  |

### Grupo C
| Pos. | Equipo       | PJ | G | P | PF  | PC  | DP   | Pts | Clasificación |
| ---- | ------------ | -- | - | - | --- | --- | ---- | --- | ------------- |
| 1    | Francia      | 3  | 3 | 0 | 223 | 141 | +82  | 6   | Segunda fase  |
| 2    | Canadá       | 3  | 2 | 1 | 149 | 132 | +17  | 5   | Segunda fase  |
| 3    | Países Bajos | 3  | 1 | 2 | 209 | 201 | +8   | 4   | Segunda fase  |
| 4    | Senegal      | 3  | 0 | 3 | 74  | 181 | −107 | 3   |               |

 Fuente: FIBA
Jornada 1
| 18 de julio | Canadá | 20–0    | Senegal | Panevežys                                                                                     |  |
| 12:45       |        |         |         |                                                                                               |  |
|             |        | Reporte |         | Pabellón: Cido Arena Árbitros: Ceciline Victor Jelena Tomic Krishna Joaquín Domínguez Viveros |  |

| 18 de julio | Francia                                             | 81–58                                | Países Bajos                                   | Panevežys                                                                                |  |
| 15:00       | Parciales: 18-12, 14-23, 26-14, 23-9                | Parciales: 18-12, 14-23, 26-14, 23-9 | Parciales: 18-12, 14-23, 26-14, 23-9           |                                                                                          |  |
|             | Estadísticas Époupa 14 Badiane 17 Époupa, Lithard 3 | Reporte Pts Reb Asts                 | Estadísticas 9 Treffers 10 Treffers 3 de Jonge | Pabellón: Cido Arena Árbitros: Vander Lobosco Nunes Milos Koljensic Timothy Andrew Brown |  |

Jornada 2
| 19 de julio | Senegal                                            | 23–77                              | Francia                                           | Panevežys                                                              |  |
| 13:30       | Parciales: 2-16, 6-26, 12-18, 3-17                 | Parciales: 2-16, 6-26, 12-18, 3-17 | Parciales: 2-16, 6-26, 12-18, 3-17                |                                                                        |  |
|             | Estadísticas Diallo 7 Diallo 7 N. Ndao, Diagne, Ba | Reporte Pts Reb Asts               | Estadísticas 13 Époupa, Ayayi 14 Badiane 5 Époupa | Pabellón: Cido Arena Árbitros: Özlem Yalman Kim Bo-Hui Ceciline Victor |  |

| 19 de julio | Países Bajos                                | 67–69                                | Canadá                                      | Panevežys                                                                            |  |
| 15:45       | Parciales: 18-17, 7-18, 17-14, 25-20        | Parciales: 18-17, 7-18, 17-14, 25-20 | Parciales: 18-17, 7-18, 17-14, 25-20        |                                                                                      |  |
|             | Estadísticas Treffers 17 Slim 8 Cornelius 6 | Reporte Pts Reb Asts                 | Estadísticas 33 Weisner 10 Weisner 4 Cooper | Pabellón: Cido Arena Árbitros: Saverio Lanzarini Fabricio Leonardo Vito Ilya Putenko |  |

Jornada 3
| 20 de julio | Países Bajos                                | 84–51                                | Senegal                                | Panevežys                                                                               |  |
| 13:30       | Parciales: 26-11, 19-9, 19-18, 20-13        | Parciales: 26-11, 19-9, 19-18, 20-13 | Parciales: 26-11, 19-9, 19-18, 20-13   |                                                                                         |  |
|             | Estadísticas Treffers 16 Treffers 13 Slim 4 | Reporte Pts Reb Asts                 | Estadísticas 19 C. Ndao 12 Diallo 2 Ba | Pabellón: Cido Arena Árbitros: Vander Lobosco Nunes Alexander Eger Timothy Andrew Brown |  |

| 20 de julio | Canadá                                    | 60–65                               | Francia                                 | Panevežys                                                                                     |  |
| 15:45       | Parciales: 25-8, 7-29, 14-13, 14-15       | Parciales: 25-8, 7-29, 14-13, 14-15 | Parciales: 25-8, 7-29, 14-13, 14-15     |                                                                                               |  |
|             | Estadísticas Weisner 14 Cooper 8 Colley 4 | Reporte Pts Reb Asts                | Estadísticas 16 Touré 13 Ayayi 6 Époupa | Pabellón: Cido Arena Árbitros: Milos Koljensic Krishna Joaquín Domínguez Viveros Jelena Tomic |  |

### Grupo D
| Pos. | Equipo         | PJ | G | P | PF  | PC  | DP   | Pts | Clasificación |
| ---- | -------------- | -- | - | - | --- | --- | ---- | --- | ------------- |
| 1    | Estados Unidos | 3  | 3 | 0 | 319 | 129 | +190 | 6   | Segunda fase  |
| 2    | China          | 3  | 2 | 1 | 231 | 212 | +19  | 5   | Segunda fase  |
| 3    | Lituania       | 3  | 1 | 2 | 196 | 241 | −45  | 4   | Segunda fase  |
| 4    | Malí           | 3  | 0 | 3 | 120 | 284 | −164 | 3   |               |

 Fuente: FIBA
Jornada 1
| 18 de julio | Estados Unidos                                          | 113–47                              | Lituania                                                | Panevežys                                                                          |  |
| 18:00       | Parciales: 38-15, 29-16, 31-9, 15-7                     | Parciales: 38-15, 29-16, 31-9, 15-7 | Parciales: 38-15, 29-16, 31-9, 15-7                     |                                                                                    |  |
|             | Estadísticas Stewart 26 Turner, Graves, Wilson 7 Tuck 6 | Reporte Pts Reb Asts                | Estadísticas 14 Kazlauskaitė 5 Belickaitė 3 Kraujūnaitė | Pabellón: Cido Arena Árbitros: Saverio Lanzarini Fabricio Leonardo Vito Kim Bo-Hui |  |

| 18 de julio | Malí                                        | 44–97                                | China                                     | Panevežys                                                                |  |
| 20:15       | Parciales: 5-27, 14-27, 12-17, 13-26        | Parciales: 5-27, 14-27, 12-17, 13-26 | Parciales: 5-27, 14-27, 12-17, 13-26      |                                                                          |  |
|             | Estadísticas A. Traoré 13 Touré 6 M. Koné 3 | Reporte Pts Reb Asts                 | Estadísticas 16 Gong, Li 8 Gong 8 Yang L. | Pabellón: Cido Arena Árbitros: Ilya Putenko Özlen Yalman Ceciline Victor |  |

Jornada 2
| 19 de julio | Lituania                                               | 84–50                                 | Malí                                        | Panevežys                                                                                          |  |
| 18:00       | Parciales: 24-10, 13-12, 25-17, 22-11                  | Parciales: 24-10, 13-12, 25-17, 22-11 | Parciales: 24-10, 13-12, 25-17, 22-11       | |  |
|             | Estadísticas Mizgerytė 25 Mizgerytė 16 Tamašauskaitė 5 | Reporte Pts Reb Asts                  | Estadísticas 14 Maiga 3 Dembele 3 H. Traoré | Pabellón: Cido Arena Árbitros: Timothy Andrew Brown Krishna Joaquín Domínguez Viveros Jelena Tomic |  |

| 19 de julio | China                                  | 56–103                               | Estados Unidos                            | Panevežys                                                                          |  |
| 20:15       | Parciales: 18-23, 9-21, 13-29, 16-30   | Parciales: 18-23, 9-21, 13-29, 16-30 | Parciales: 18-23, 9-21, 13-29, 16-30      |                                                                                    |  |
|             | Estadísticas Hu 11 Yang L. 4 Yang L. 4 | Reporte Pts Reb Asts                 | Estadísticas 20 Stewart 10 Wilson 5 Jones | Pabellón: Cido Arena Árbitros: Alexander Eger Milos Koljensic Vander Lobosco Nunes |  |

Jornada 3
| 20 de julio | Lituania                                            | 65–78                                 | China                                    | Panevežys                                                                     |  |
| 18:00       | Parciales: 17-26, 13-19, 17-15, 18-18               | Parciales: 17-26, 13-19, 17-15, 18-18 | Parciales: 17-26, 13-19, 17-15, 18-18    |                                                                               |  |
|             | Estadísticas Mizgerytė 23 Mizgerytė 15 Belickaitė 8 | Reporte Pts Reb Asts                  | Estadísticas 20 Yang L. 9 Gong 8 Yang L. | Pabellón: Cido Arena Árbitros: Saverio Lanzarini Ceciline Victor Özlem Yalman |  |

| 20 de julio | Malí                                        | 26–103                            | Estados Unidos                            | Panevežys                                                                     |  |
| 20:15       | Parciales: 6-35, 4-26, 7-25, 9-17           | Parciales: 6-35, 4-26, 7-25, 9-17 | Parciales: 6-35, 4-26, 7-25, 9-17         |                                                                               |  |
|             | Estadísticas Guindo 7 M. Camara 5 Kanoute 3 | Reporte Pts Reb Asts              | Estadísticas 17 Stewart 12 Wilson 7 Green | Pabellón: Cido Arena Árbitros: Fabricio Leonardo Vito Kim Bo-Hui Ilya Putenko |  |

## Segunda fase

### Grupo E
| Pos. | Equipo    | PJ | G | P | PF  | PC  | DP   | Pts | Clasificación    |
| ---- | --------- | -- | - | - | --- | --- | ---- | --- | ---------------- |
| 1    | España    | 6  | 6 | 0 | 457 | 354 | +103 | 12  | Cuartos de final |
| 2    | Australia | 6  | 5 | 1 | 482 | 387 | +95  | 11  | Cuartos de final |
| 3    | Brasil    | 6  | 4 | 2 | 425 | 416 | +9   | 10  | Cuartos de final |
| 4    | Japón     | 6  | 3 | 3 | 469 | 463 | +6   | 9   | Cuartos de final |
| 5    | Rusia     | 6  | 2 | 4 | 447 | 459 | −12  | 8   |                  |
| 6    | Serbia    | 6  | 1 | 5 | 380 | 481 | −101 | 7   |                  |

 Fuente: FIBA
Jornada 1
| 22 de julio | Australia                                    | 96–72                                 | Rusia                                           | Klaipeda                                                                                                   |  |
| 15:45       | Parciales: 25-10, 25-25, 27-16, 19-21        | Parciales: 25-10, 25-25, 27-16, 19-21 | Parciales: 25-10, 25-25, 27-16, 19-21           | |  |
|             | Estadísticas Mijović 19 Mijović 10 Samuels 6 | Reporte Pts Reb Asts                  | Estadísticas 19 Razheva 11 Shchetina 4 Gladkova | Pabellón: Švyturio Arena Árbitros: Seffi Shemmesh Yudith Hodelin Mendoza Krishna Joaquín Domínguez Viveros |  |

| 22 de julio | Japón                                       | 66–70                                 | Brasil                                                | Klaipeda                                                                      |  |
| 18:00       | Parciales: 15-15, 19-20, 12-18, 20-17       | Parciales: 15-15, 19-20, 12-18, 20-17 | Parciales: 15-15, 19-20, 12-18, 20-17                 |                                                                               |  |
|             | Estadísticas Kawamura 20 Kawamura 16 Kuma 7 | Reporte Pts Reb Asts                  | Estadísticas 23 Gonçalves, Ramona 11 Ramona 4 Sangali | Pabellón: Švyturio Arena Árbitros: Tomas Jasevičius Zoltán Palla Özlem Yalman |  |

| 22 de julio | España                                    | 73–55                                | Serbia                                              | Klaipeda                                                                            |  |
| 20:15       | Parciales: 22-9, 13-13, 17-18, 21-15      | Parciales: 22-9, 13-13, 17-18, 21-15 | Parciales: 22-9, 13-13, 17-18, 21-15                |                                                                                     |  |
|             | Estadísticas Ndour 23 Ndour 13 Montoliu 5 | Reporte Pts Reb Asts                 | Estadísticas 16 Crvendakić 10 Crvendakić 8 Stanaćev | Pabellón: Švyturio Arena Árbitros: Renaud Geller Anne Panther Kwok Shun Andy Cheung |  |

Jornada 2
| 23 de julio | Brasil                                              | 51–69                                 | Australia                                                   | Klaipeda                                                                   |  |
| 15:45       | Parciales: 12-11, 10-19, 16-22, 13-17               | Parciales: 12-11, 10-19, 16-22, 13-17 | Parciales: 12-11, 10-19, 16-22, 13-17                       |                                                                            |  |
|             | Estadísticas de Oliveira 16 de Oliveira 6 Ribeiro 5 | Reporte Pts Reb Asts                  | Estadísticas 21 Samuels 10 Wilson 5 Wilson, Talbot, Mijović | Pabellón: Švyturio Arena Árbitros: Seffi Shemmesh Maripier Malo Wen KeMing |  |

| 23 de julio | Serbia                                              | 67–87                                 | Japón                                        | Klaipeda                                                                                               |  |
| 18:00       | Parciales: 17-23, 17-17, 12-29, 21-18               | Parciales: 17-23, 17-17, 12-29, 21-18 | Parciales: 17-23, 17-17, 12-29, 21-18        | |  |
|             | Estadísticas Kovačević 15 Crvendakić 10 Vidaković 5 | Reporte Pts Reb Asts                  | Estadísticas 22 Kawamura 8 Masuoka 10 Tamura | Pabellón: Švyturio Arena Árbitros: Anne Panther Krishna Joaquín Rodríguez Viveros Aledy Blanco Jiménez |  |

| 23 de julio | Rusia                                                              | 72–80                                 | España                                   | Klaipeda                                                                                  |  |
| 20:15       | Parciales: 22-15, 17-19, 13-17, 20-29                              | Parciales: 22-15, 17-19, 13-17, 20-29 | Parciales: 22-15, 17-19, 13-17, 20-29    |                                                                                           |  |
|             | Estadísticas Gladkova 18 Novikova, Shchetina, Razheva 7 Novikova 4 | Reporte Pts Reb Asts                  | Estadísticas 19 Arrojo 10 Ndour 5 Romero | Pabellón: Švyturio Arena Árbitros: Renaud Geller Pualani Thelma Spurlock Abdelaziz Abassi |  |

Jornada 3
| 24 de julio | Australia                                  | 89–53                                 | Serbia                                              | Klaipeda                                                                                         |  |
| 15:45       | Parciales: 20-14, 22-10, 30-12, 17-17      | Parciales: 20-14, 22-10, 30-12, 17-17 | Parciales: 20-14, 22-10, 30-12, 17-17               |                                                                                                  |  |
|             | Estadísticas Mijović 15 Garbin 11 Talbot 6 | Reporte Pts Reb Asts                  | Estadísticas 13 Crvendakić 8 Topuzović 4 Crvendakić | Pabellón: Švyturio Arena Árbitros: Pualani Thelma Spurlock Kwok Shun Andy Cheung Ceciline Victor |  |

| 24 de julio | Japón                                       | 88–78                                 | Rusia                                           | Klaipeda                                                                                                 |  |
| 18:00       | Parciales: 27-23, 12-24, 27-17, 22-14       | Parciales: 27-23, 12-24, 27-17, 22-14 | Parciales: 27-23, 12-24, 27-17, 22-14           | |  |
|             | Estadísticas Kawamura 26 Tamura 9 Masuoka 9 | Reporte Pts Reb Asts                  | Estadísticas 22 Razheva 13 Shchetina 7 Novikova | Pabellón: Švyturio Arena Árbitros: Krishna Joaquín Domínguez Viveros Yudith Hodelin Mendoza Özlem Yalman |  |

| 24 de julio | España                                | 71–62                                 | Brasil                                      | Klaipeda                                                                              |  |
| 20:15       | Parciales: 13-15, 19-17, 25-15, 14-15 | Parciales: 13-15, 19-17, 25-15, 14-15 | Parciales: 13-15, 19-17, 25-15, 14-15       |                                                                                       |  |
|             | Estadísticas Gari 19 Ndour 7 Romero 4 | Reporte Pts Reb Asts                  | Estadísticas 24 Ramona 13 Ramona 4 Teixeira | Pabellón: Švyturio Arena Árbitros: Tomas Jasevičius Anne Panther Aledy Blanco Jiménez |  |

### Grupo F
| Pos. | Equipo         | PJ | G | P | PF  | PC  | DP   | Pts | Clasificación    |
| ---- | -------------- | -- | - | - | --- | --- | ---- | --- | ---------------- |
| 1    | Estados Unidos | 6  | 6 | 0 | 578 | 288 | +290 | 12  | Cuartos de final |
| 2    | Francia        | 6  | 5 | 1 | 413 | 306 | +107 | 11  | Cuartos de final |
| 3    | China          | 6  | 4 | 2 | 426 | 399 | +27  | 10  | Cuartos de final |
| 4    | Canadá         | 6  | 3 | 3 | 335 | 346 | −11  | 9   | Cuartos de final |
| 5    | Países Bajos   | 6  | 2 | 4 | 384 | 441 | −57  | 8   |                  |
| 6    | Lituania       | 6  | 1 | 5 | 361 | 446 | −85  | 7   |                  |

 Fuente: FIBA
Jornada 1
| 22 de julio | China                                              | 79–64                                 | Canadá                                     | Panevežys                                                                          |  |
| 15:45       | Parciales: 19-13, 18-14, 26-17, 16-20              | Parciales: 19-13, 18-14, 26-17, 16-20 | Parciales: 19-13, 18-14, 26-17, 16-20      |                                                                                    |  |
|             | Estadísticas Li 22 Zhang J., Zhang L. 6 Zhang J. 7 | Reporte Pts Reb Asts                  | Estadísticas 14 Wolfram 8 Wolfram 4 Colley | Pabellón: Cido Arena Árbitros: Milos Koljensic Alexander Eger Timothy Andrew Brown |  |

| 22 de julio | Lituania                                                 | 53–65                                 | Francia                                          | Panevežys                                                                             |  |
| 18:00       | Parciales: 12-12, 10-22, 14-17, 17-14                    | Parciales: 12-12, 10-22, 14-17, 17-14 | Parciales: 12-12, 10-22, 14-17, 17-14            |                                                                                       |  |
|             | Estadísticas Tamašauskaitė 14 Šarauskaitė 9 Belickaitė 4 | Reporte Pts Reb Asts                  | Estadísticas 16 Djaldi-Tabdi 10 Badiane 5 Époupa | Pabellón: Cido Arena Árbitros: Vander Lobosco Nunes Fabricio Leonardo Vito Kim Bo-hui |  |

| 22 de julio | Estados Unidos                          | 102–42                               | Países Bajos                                                | Panevežys                                                                  |  |
| 20:15       | Parciales: 30-15, 26-4, 25-12, 21-11    | Parciales: 30-15, 26-4, 25-12, 21-11 | Parciales: 30-15, 26-4, 25-12, 21-11                        |                                                                            |  |
|             | Estadísticas Wilson 20 Wilson 8 Jones 4 | Reporte Pts Reb Asts                 | Estadísticas 11 Zappeij, Treffers 7 Treffers, Hof 3 Zappeij | Pabellón: Cido Arena Árbitros: Saverio Lanzarini Jelena Tomic Ilya Putenko |  |

Jornada 2
| 23 de julio | Francia                                         | 62–43                               | China                                           | Panevežys                                                                          |  |
| 15:45       | Parciales: 18-12, 9-7, 20-13, 15-11             | Parciales: 18-12, 9-7, 20-13, 15-11 | Parciales: 18-12, 9-7, 20-13, 15-11             |                                                                                    |  |
|             | Estadísticas Valeriane Ayayi 13 Gaye 11 Ayayi 3 | Reporte Pts Reb Asts                | Estadísticas 12 Yang L. 7 Yang H. 2 Li, Yang H. | Pabellón: Cido Arena Árbitros: Saverio Lanzarini Timothy Andrew Brown Ilya Putenko |  |

| 23 de julio | Países Bajos                                     | 72–65                                 | Lituania                                            | Panevežys                                                                  |  |
| 18:00       | Parciales: 15-15, 18-15, 15-17, 24-18            | Parciales: 15-15, 18-15, 15-17, 24-18 | Parciales: 15-15, 18-15, 15-17, 24-18               |                                                                            |  |
|             | Estadísticas Treffers 21 Treffers 12 Cornelius 8 | Reporte Pts Reb Asts                  | Estadísticas 16 Belickaitė 9 Mizgerytė 4 Belickaitė | Pabellón: Cido Arena Árbitros: Milos Koljensic Jelena Tomic Alexander Eger |  |

| 23 de julio | Canadá                                             | 54–88                                 | Estados Unidos                                    | Panevežys                                                                             |  |
| 20:15       | Parciales: 16-25, 15-22, 11-31, 12-10              | Parciales: 16-25, 15-22, 11-31, 12-10 | Parciales: 16-25, 15-22, 11-31, 12-10             |                                                                                       |  |
|             | Estadísticas Weisner 14 Weisner 7 seis jugadoras 2 | Reporte Pts Reb Asts                  | Estadísticas 17 Jones 9 Wilson 7 Jefferson, Jones | Pabellón: Cido Arena Árbitros: Vander Lobosco Nunes Fabricio Leonardo Vito Kim Bo-hui |  |

Jornada 3
| 24 de julio | China                                            | 73–61                                 | Países Bajos                                 | Panevežys                                                                          |  |
| 15:45       | Parciales: 17-15, 18-16, 18-13, 20-17            | Parciales: 17-15, 18-16, 18-13, 20-17 | Parciales: 17-15, 18-16, 18-13, 20-17        |                                                                                    |  |
|             | Estadísticas Yang H. 19 Yang H. 11 Yang L., Hu 4 | Reporte Pts Reb Asts                  | Estadísticas 18 Cornelius 7 Cornelius 3 Slim | Pabellón: Cido Arena Árbitros: Saverio Lanzarini Kim Bo-hui Fabricio Leonardo Vito |  |

| 24 de julio | Lituania                                              | 47–68                                 | Canadá                                         | Panevežys                                                                             |  |
| 18:00       | Parciales: 10-18, 10-16, 10-23, 17-11                 | Parciales: 10-18, 10-16, 10-23, 17-11 | Parciales: 10-18, 10-16, 10-23, 17-11          |                                                                                       |  |
|             | Estadísticas Belickaitė 14 Matuzonytė 9 Kraujūnaitė 3 | Reporte Pts Reb Asts                  | Estadísticas 15 Potter 9 Grant-Allen 5 Weisner | Pabellón: Cido Arena Árbitros: Vander Lobosco Nunes Timothy Andrew Brown Jelena Tomic |  |

| 24 de julio | Estados Unidos                           | 69–63                                | Francia                                     | Panevežys                                                                  |  |
| 20:15       | Parciales: 19-15, 11-9, 24-22, 15-17     | Parciales: 19-15, 11-9, 24-22, 15-17 | Parciales: 19-15, 11-9, 24-22, 15-17        |                                                                            |  |
|             | Estadísticas Stewart 22 Wilson 9 Jones 5 | Reporte Pts Reb Asts                 | Estadísticas 18 Gaye 10 Époupa 4 Turčinović | Pabellón: Cido Arena Árbitros: Milos Koljensic Ilya Putenko Alexander Eger |  |

## Partidos de clasificación

### Grupo por el 13º-16º lugar
| Pos. | Equipo        | PJ | G | P | PF  | PC  | DP  | Pts |
| ---- | ------------- | -- | - | - | --- | --- | --- | --- |
| 1    | Corea del Sur | 3  | 3 | 0 | 260 | 181 | +79 | 6   |
| 2    | Argentina     | 3  | 2 | 1 | 192 | 178 | +14 | 5   |
| 3    | Malí          | 3  | 1 | 2 | 155 | 175 | −20 | 4   |
| 4    | Senegal       | 3  | 0 | 3 | 133 | 206 | −73 | 3   |

 Fuente: FIBA
Jornada 1
| 22 de julio | Senegal                                    | 29–47                            | Malí                                               | Klaipėda                                                                               |  |
| 11:15       | Parciales: 10-17, 8-8, 8-9, 3-13           | Parciales: 10-17, 8-8, 8-9, 3-13 | Parciales: 10-17, 8-8, 8-9, 3-13                   |                                                                                        |  |
|             | Estadísticas Kebe 8 Dieme 14 Aïda Ndiaye 3 | Reporte Pts Reb Asts             | Estadísticas 13 A. Traoré 19 A. Traoré 4 A. Traoré | Pabellón: Švyturio Arena Árbitros: Maripier Malo Abdelaziz Abassi Aledy Blanco Jiménez |  |

| 22 de julio | Corea del Sur                                        | 87–60                                | Argentina                                     | Klaipėda                                                                               |  |
| 13:30       | Parciales: 25-19, 17-7, 22-10, 23-24                 | Parciales: 25-19, 17-7, 22-10, 23-24 | Parciales: 25-19, 17-7, 22-10, 23-24          |                                                                                        |  |
|             | Estadísticas Kim M., Park J. 16 Park J. 15 Park J. 6 | Reporte Pts Reb Asts                 | Estadísticas 21 Llorente 1 Llorente 5 Sancisi | Pabellón: Švyturio Arena Árbitros: Pualani Thelma Spurlock Wen KeMing Ceciline Vincent |  |

Jornada 2
| 23 de julio | Senegal                                            | 64–97                                 | Corea del Sur                              | Klaipėda                                                                          |  |
| 11:15       | Parciales: 16-22, 13-29, 13-22, 22-24              | Parciales: 16-22, 13-29, 13-22, 22-24 | Parciales: 16-22, 13-29, 13-22, 22-24      |                                                                                   |  |
|             | Estadísticas Aïda Ndiaye 21 Aïda Ndiaye 9 Diagne 4 | Reporte Pts Reb Asts                  | Estadísticas 16 Lee S. 9 Park J. 6 Park J. | Pabellón: Švyturio Arena Árbitros: Tomas Jasevičius Zoltán Palla Ceciline Vincent |  |

| 23 de julio | Malí                                                                      | 51–70                               | Argentina                                              | Klaipėda                                                                                     |  |
| 13:30       | Parciales: 10-24, 9-8, 16-24, 16-14                                       | Parciales: 10-24, 9-8, 16-24, 16-14 | Parciales: 10-24, 9-8, 16-24, 16-14                    |                                                                                              |  |
|             | Estadísticas Dakouo 16 Touré, M. Camara, Dakouo 5 Kanoute, Fanta Guindo 3 | Reporte Pts Reb Asts                | Estadísticas 13 Llorente 7 Llorente 3 Sancisi, Chelini | Pabellón: Švyturio Arena Árbitros: Yudith Hodelin Mendoza Kwok Shun Andy Cheung Özlem Yalman |  |

Jornada 3
| 24 de julio | Argentina                                           | 62–40                               | Senegal                                 | Klaipėda                                                                        |  |
| 11:15       | Parciales: 13-13, 14-8, 13-9, 22-10                 | Parciales: 13-13, 14-8, 13-9, 22-10 | Parciales: 13-13, 14-8, 13-9, 22-10     |                                                                                 |  |
|             | Estadísticas Llorente 22 J. Armesto 10 J. Armesto 6 | Reporte Pts Reb Asts                | Estadísticas 13 Dieme 13 Diallo 3 Dieme | Pabellón: Švyturio Arena Árbitros: Seffi Shemmesh Zoltán Palla Abdelaziz Abassi |  |

| 24 de julio | Corea del Sur                            | 76–57                                 | Malí                                                 | Klaipėda                                                                  |  |
| 13:30       | Parciales: 14-16, 20-18, 18-10, 24-13    | Parciales: 14-16, 20-18, 18-10, 24-13 | Parciales: 14-16, 20-18, 18-10, 24-13                |                                                                           |  |
|             | Estadísticas Shin 21 Park J. 13 Kim L. 9 | Reporte Pts Reb Asts                  | Estadísticas 25 Kanoute 6 M. Koné 3 Kanoute, M. Koné | Pabellón: Švyturio Arena Árbitros: Renaud Geller Maripier Malo Wen KeMing |  |

### Cuadro por el 9º-12º lugar
|  | Semifinales 9º-12º | Semifinales 9º-12º |       |              | Partido 9º lugar  | Partido 9º lugar  |  |
|  | 26 de julio        | 26 de julio        |       |              | 27 de julio       | 27 de julio       |  |
|  |                    |                    |       |              |                   |                   |  |
|  |                    |                    |       |              |                   |                   |  |
|  | Serbia             | 65                 |       |              |                   |                   |  |
|  | Serbia             | 65                 |       |              |                   |                   |  |
|  | Países Bajos       | 66                 |       |              |                   |                   |  |
|  | Países Bajos       | 66                 |       | Países Bajos | 83                |                   |  |
|  |                    |                    |       | Países Bajos | 83                |                   |  |
|  |                    |                    | Rusia | 80           |                   |                   |  |
|  | Rusia              | 82                 | Rusia | 80           |                   |                   |  |
|  | Rusia              | 82                 |       |              |                   |                   |  |
|  | Lituania           | 68                 |       |              | Partido 11º lugar | Partido 11º lugar |  |
|  | Lituania           | 68                 |       |              | Partido 11º lugar | Partido 11º lugar |  |
|  |                    |                    |       |              |                   |                   |  |
|  |                    |                    |       |              | Serbia            | 36                |  |
|  |                    |                    |       |              | Serbia            | 36                |  |
|  |                    |                    |       |              | Lituania          | 84                |  |
|  |                    |                    |       |              | Lituania          | 84                |  |
|  |                    |                    |       |              |                   |                   |  |

#### Semifinales del 9º-12º lugar
| 26 de julio | Serbia                                          | 65–66                                | Países Bajos                                                    | Klaipėda                                                                        |  |
| 09:00       | Parciales: 16-21, 17-17, 18-7, 14-21            | Parciales: 16-21, 17-17, 18-7, 14-21 | Parciales: 16-21, 17-17, 18-7, 14-21                            |                                                                                 |  |
|             | Estadísticas Vučković 17 Topuzović 8 Stanaćev 7 | Reporte Pts Reb Asts                 | Estadísticas 16 Treffers 10 Treffers, Hof 4 Cornelius, de Jonge | Pabellón: Švyturio Arena Árbitros: Seffi Shemmesh Özlem Yalman Abdelaziz Abassi |  |

| 26 de julio | Rusia                                             | 82–68                                 | Lituania                                              | Klaipėda                                                                             |  |
| 15:45       | Parciales: 15-12, 18-21, 21-21, 28-14             | Parciales: 15-12, 18-21, 21-21, 28-14 | Parciales: 15-12, 18-21, 21-21, 28-14                 |                                                                                      |  |
|             | Estadísticas Shchetina 19 Shchetina 16 Novikova 6 | Reporte Pts Reb Asts                  | Estadísticas 18 Belickaitė 9 Šarauskaitė 4 Belickaitė | Pabellón: Švyturio Arena Árbitros: Fabricio Leonardo Vito Wen KeMing Milos Koljensic |  |

#### Partido por el 9º lugar
| 27 de julio | Rusia                                            | 83–80                                 | Países Bajos                                     | Klaipėda                                                                                   |  |
| 09:00       | Parciales: 18-19, 26-18, 23-21, 16-22            | Parciales: 18-19, 26-18, 23-21, 16-22 | Parciales: 18-19, 26-18, 23-21, 16-22            |                                                                                            |  |
|             | Estadísticas Novikova 18 Shchetina 10 Novikova 5 | Reporte Pts Reb Asts                  | Estadísticas 25 Cornelius 8 Treffers 3 Cornelius | Pabellón: Švyturio Arena Árbitros: Zoltán Palla Kwok Shun Andy Cheung Aldey Blanco Jiménez |  |

#### Partido por el 11º lugar
| 27 de julio | Lituania                                                                      | 36–84                                | Serbia                                                       | Klaipėda                                                                   |  |
| 15:45       | Parciales: 11-30, 10-17, 10-20, 5-17                                          | Parciales: 11-30, 10-17, 10-20, 5-17 | Parciales: 11-30, 10-17, 10-20, 5-17                         |                                                                            |  |
|             | Estadísticas Belickaitė 10 Vitunskaitė, Belickaitė, Matuzonytė 6 Belickaitė 4 | Reporte Pts Reb Asts                 | Estadísticas 13 Kovačević, Topuzović 6 Vučković 5 Crvendakić | Pabellón: Švyturio Arena Árbitros: Alexander Eger Maripier Malo Kim Bo-hui |  |

## Fase final
|  | Cuartos de final | Cuartos de final |                |           | Semifinales | Semifinales |        |            | Final      | Final |  |
|  |                  |                  |                |           |             |             |        |            |            |       |  |
|  |                  |                  |                |           |             |             |        |            |            |       |  |
|  | España           | 80               |                |           |             |             |        |            |            |       |  |
|  | España           | 80               |                |           |             |             |        |            |            |       |  |
|  | Canadá           | 62               |                |           |             |             |        |            |            |       |  |
|  | Canadá           | 62               |                | España    | 58          |             |        |            |            |       |  |
|  |                  |                  |                | España    | 58          |             |        |            |            |       |  |
|  |                  |                  | Francia        | 62        |             |             |        |            |            |       |  |
|  | Brasil           | 39               | Francia        | 62        |             |             |        |            |            |       |  |
|  | Brasil           | 39               |                |           |             |             |        |            |            |       |  |
|  | Francia          | 51               |                |           |             |             |        |            |            |       |  |
|  | Francia          | 51               |                |           |             |             |        | Francia    | 28         |       |  |
|  |                  |                  |                |           |             |             |        | Francia    | 28         |       |  |
|  |                  |                  | Estados Unidos | 61        |             |             |        |            |            |       |  |
|  | Australia        | 74               | Estados Unidos | 61        |             |             |        |            |            |       |  |
|  | Australia        | 74               |                |           |             |             |        |            |            |       |  |
|  | China            | 65               |                |           |             |             |        |            |            |       |  |
|  | China            | 65               |                | Australia | 54          |             |        | 3.º puesto | 3.º puesto |       |  |
|  |                  |                  |                | Australia | 54          |             |        | 3.º puesto | 3.º puesto |       |  |
|  |                  |                  | Estados Unidos | 77        |             |             |        |            |            |       |  |
|  | Japón            | 67               | Estados Unidos | 77        |             |             | España | 68         |            |       |  |
|  | Japón            | 67               |                |           |             |             | España | 68         |            |       |  |
|  | Estados Unidos   | 108              |                |           |             |             |        |            | Australia  | 73    |  |
|  | Estados Unidos   | 108              |                |           |             |             |        |            | Australia  | 73    |  |
|  |                  |                  |                |           |             |             |        |            |            |       |  |

### Cuartos de final
| 26 de julio | España                                 | 80–62                                | Canadá                                    | Klaipėda                                                                                  |  |
| 11:15       | Parciales: 14-16, 22-21, 15-18, 29-7   | Parciales: 14-16, 22-21, 15-18, 29-7 | Parciales: 14-16, 22-21, 15-18, 29-7      |                                                                                           |  |
|             | Estadísticas Gari 20 Ndour 7 Romero 11 | Reporte Pts Reb Asts                 | Estadísticas 13 Wolfram 8 Colley 5 Colley | Pabellón: Švyturio Arena Árbitros: Tomas Jasevičius Yudith Hodelin Mendoza Alexander Eger |  |

| 26 de julio | Brasil                                         | 39–51                              | Francia                                       | Klaipėda                                                                                  |  |
| 13:30       | Parciales: 12-20, 7-11, 14-6, 6-14             | Parciales: 12-20, 7-11, 14-6, 6-14 | Parciales: 12-20, 7-11, 14-6, 6-14            |                                                                                           |  |
|             | Estadísticas Gonçalves 11 Gonçalves 9 Ramona 3 | Reporte Pts Reb Asts               | Estadísticas 18 Ayayi 9 Djaldi-Tabdi 4 Époupa | Pabellón: Švyturio Arena Árbitros: Saverio Lanzarini Pualani Thelma Spurlock Anne Panther |  |

| 26 de julio | Australia                                 | 74–65                                 | China                                  | Klaipėda                                                                    |  |
| 18:00       | Parciales: 17-10, 13-14, 20-17, 24-24     | Parciales: 17-10, 13-14, 20-17, 24-24 | Parciales: 17-10, 13-14, 20-17, 24-24  |                                                                             |  |
|             | Estadísticas Talbot 22 Wilson 12 Tupaea 6 | Reporte Pts Reb Asts                  | Estadísticas 28 Li 9 Yang H. 5 Yang L. | Pabellón: Švyturio Arena Árbitros: Renaud Geller Maripier Malo Jelena Tomic |  |

| 26 de julio | Japón                                        | 67–108                                | Estados Unidos                            | Klaipėda                                                                                           |  |
| 20:15       | Parciales: 11-23, 21-28, 14-30, 21-27        | Parciales: 11-23, 21-28, 14-30, 21-27 | Parciales: 11-23, 21-28, 14-30, 21-27     | |  |
|             | Estadísticas Kitamura 17 Nakamura 5 Tamura 5 | Reporte Pts Reb Asts                  | Estadísticas 19 Wilson 11 Wilson 8 Harper | Pabellón: Švyturio Arena Árbitros: Krishna Joaquín Domínguez Viveros Ceciline Vincent Zoltán Palla |  |

### Cuadro por el 5º-8º lugar
|  | Semifinales 5º-8º | Semifinales 5º-8º |       |        | Partido 5º lugar | Partido 5º lugar |  |
|  | 27 de julio       | 27 de julio       |       |        | 28 de julio      | 28 de julio      |  |
|  |                   |                   |       |        |                  |                  |  |
|  |                   |                   |       |        |                  |                  |  |
|  | Canadá            | 63                |       |        |                  |                  |  |
|  | Canadá            | 63                |       |        |                  |                  |  |
|  | Brasil            | 70                |       |        |                  |                  |  |
|  | Brasil            | 70                |       | Brasil | 68               |                  |  |
|  |                   |                   |       | Brasil | 68               |                  |  |
|  |                   |                   | China | 65     |                  |                  |  |
|  | China             | 70                | China | 65     |                  |                  |  |
|  | China             | 70                |       |        |                  |                  |  |
|  | Japón             | 49                |       |        | Partido 7º lugar | Partido 7º lugar |  |
|  | Japón             | 49                |       |        | Partido 7º lugar | Partido 7º lugar |  |
|  |                   |                   |       |        |                  |                  |  |
|  |                   |                   |       |        | Canadá           | 75               |  |
|  |                   |                   |       |        | Canadá           | 75               |  |
|  |                   |                   |       |        | Japón            | 64               |  |
|  |                   |                   |       |        | Japón            | 64               |  |
|  |                   |                   |       |        |                  |                  |  |

#### Semifinales del 5º–8º lugar
| 27 de julio | Canadá                                           | 63–70                                | Brasil                                     | Klaipėda                                                                         |  |
| 11:15       | Parciales: 6-29, 19-13, 19-15, 19-13             | Parciales: 6-29, 19-13, 19-15, 19-13 | Parciales: 6-29, 19-13, 19-15, 19-13       |                                                                                  |  |
|             | Estadísticas Weisner 30 Wolfram 10 Dornstauder 4 | Reporte Pts Reb Asts                 | Estadísticas 26 Ramona 11 Arias 4 Teixeira | Pabellón: Švyturio Arena Árbitros: Milos Koljensic Jelena Tomic Ceciline Vincent |  |

| 27 de julio | China                                     | 70–49                               | Japón                                        | Klaipėda                                                                          |  |
| 13:30       | Parciales: 15-7, 22-15, 9-14, 24-13       | Parciales: 15-7, 22-15, 9-14, 24-13 | Parciales: 15-7, 22-15, 9-14, 24-13          |                                                                                   |  |
|             | Estadísticas Huang S. 15 Zhang L. 17 Li 3 | Reporte Pts Reb Asts                | Estadísticas 13 Kitamura 8 Nakamura 2 Tamura | Pabellón: Švyturio Arena Árbitros: Vander Lobosco Nunes Ilya Putenko Özlem Yalman |  |

#### Partido por el 7º lugar
| 28 de julio | Canadá                                      | 75–64                                 | Japón                                              | Klaipėda                                                                                  |  |
| 13:30       | Parciales: 23-14, 22-19, 13-21, 17-10       | Parciales: 23-14, 22-19, 13-21, 17-10 | Parciales: 23-14, 22-19, 13-21, 17-10              |                                                                                           |  |
|             | Estadísticas Weisner 20 Weisner 16 Colley 4 | Reporte Pts Reb Asts                  | Estadísticas 18 Kawamura 9 Kawamura 6 Tamura, Kuma | Pabellón: Švyturio Arena Árbitros: Fabricio Leonardo Vito Wen KeMing Timothy Andrew Brown |  |

#### Partido por el 5º lugar
| 28 de julio | Brasil                                       | 65–68                                 | China                                           | Klaipėda                                                                                           |  |
| 15:30       | Parciales: 16-21, 11-19, 20-12, 18-16        | Parciales: 16-21, 11-19, 20-12, 18-16 | Parciales: 16-21, 11-19, 20-12, 18-16           | |  |
|             | Estadísticas Ramona 23 Gonçalves 11 Ramona 4 | Reporte Pts Reb Asts                  | Estadísticas 13 Yang L. 8 Yang H. 4 Yang L., Hu | Pabellón: Švyturio Arena Árbitros: Krishna Joaquín Domínguez Viveros Ilya Putenko Abdelaziz Abassi |  |

### Semifinales
| 27 de julio | España                                        | 58–62                                | Francia                                     | Klaipėda                                                                                        |  |
| 11.15       | Parciales: 15-20, 12-6, 13-16, 18-20          | Parciales: 15-20, 12-6, 13-16, 18-20 | Parciales: 15-20, 12-6, 13-16, 18-20        |                                                                                                 |  |
|             | Estadísticas Ndour 27 Ndour 10 Romero, Gari 5 | Reporte Pts Reb Asts                 | Estadísticas 13 Turčinović 9 Ayayi 7 Époupa | Pabellón: Švyturio Arena Árbitros: Tomas Jasevičius Fabricio Leonardo Vito Timothy Andrew Brown |  |

| 27 de julio | Australia                                        | 54–77                                | Estados Unidos                                    | Klaipėda                                                                                         |  |
| 13:30       | Parciales: 14-11, 6-27, 17-19, 17-20             | Parciales: 14-11, 6-27, 17-19, 17-20 | Parciales: 14-11, 6-27, 17-19, 17-20              |                                                                                                  |  |
|             | Estadísticas Talbot 11 Talbot, Wilson 6 Talbot 5 | Reporte Pts Reb Asts                 | Estadísticas 23 Stewart 8 Stewart 5 Jones, Harper | Pabellón: Švyturio Arena Árbitros: Seffi Shemmesh Krishna Joaquín Domínguez Viveros Anne Panther |  |

### Partido por la medalla de bronce
| 28 de julio | España                                   | 68–73                                 | Australia                                  | Klaipėda                                                                                          |  |
| 18:00       | Parciales: 15-13, 24-12, 12-18, 17-30    | Parciales: 15-13, 24-12, 12-18, 17-30 | Parciales: 15-13, 24-12, 12-18, 17-30      |                                                                                                   |  |
|             | Estadísticas Romero 16 Ndour 11 Romero 4 | Reporte Pts Reb Asts                  | Estadísticas 25 Mijović 9 Talbot 4 Samuels | Pabellón: Švyturio Arena Árbitros: Saverio Lanzarini Pualani Thelma Spurlock Vander Lobosco Nunes |  |

### Final
| 28 de julio | Francia                                        | 28–61                              | Estados Unidos                                | Klaipėda                                                                           |  |
| 20:15       | Parciales: 8-17, 12-10, 6-20, 2-14             | Parciales: 8-17, 12-10, 6-20, 2-14 | Parciales: 8-17, 12-10, 6-20, 2-14            |                                                                                    |  |
|             | Estadísticas Époupa 9 Badiane 6 Époupa, Gaye 1 | Reporte Pts Reb Asts               | Estadísticas 16 Stewart 9 Stewart 5 Jefferson | Pabellón: Švyturio Arena Árbitros: Renaud Geller Yudith Hodelin Mendoza Kim Bo-Hui |  |

| Bandera de Estados Unidos         |
| Campeón Estados Unidos 6.° título |

## Medallero
| Francia | Estados Unidos | Australia |

## Clasificación final
| Pos.              | Equipo         | Pts | G-P | PF  | PC  | Dif. |
| ----------------- | -------------- | --- | --- | --- | --- | ---- |
| Medalla de oro    | Estados Unidos | 18  | 9-0 | 824 | 437 | +387 |
| Medalla de plata  | Francia        | 16  | 7-2 | 554 | 464 | +90  |
| Medalla de bronce | Australia      | 16  | 7-2 | 683 | 597 | +86  |
| 4                 | España         | 16  | 7-2 | 663 | 551 | +112 |
| 5                 | China          | 15  | 6-3 | 629 | 587 | +42  |
| 6                 | Brasil         | 14  | 5-4 | 599 | 598 | +1   |
| 7                 | Canadá         | 13  | 4-5 | 535 | 560 | -25  |
| 8                 | Japón          | 12  | 3-6 | 649 | 716 | -67  |
| 9                 | Rusia          | 12  | 4-4 | 612 | 607 | +5   |
| 10                | Países Bajos   | 11  | 3-5 | 530 | 589 | -59  |
| 11                | Serbia         | 10  | 2-6 | 529 | 583 | -54  |
| 12                | Lituania       | 9   | 1-7 | 465 | 612 | -147 |
| 13                | Corea del Sur  | 9   | 3-3 | 498 | 454 | +44  |
| 14                | Argentina      | 8   | 2-4 | 340 | 391 | -51  |
| 15                | Malí           | 7   | 1-5 | 275 | 459 | -184 |
| 16                | Senegal        | 6   | 0-6 | 207 | 387 | -180 |

## Premios
| Quinteto ideal                                                           |
| ------------------------------------------------------------------------ |
| Breanna Stewart Olivia Époupa Jamie Weisner Stephanie Talbot Astou Ndour |
| MVP: Breanna Stewart                                                     |